# 数犬チャ太郎
数犬チャ太郎は数研出版の公式キャラクターであり、愛称はチャ太郎である。

## プロフィール
3月14日が誕生日の柴犬で、出身地は「チャー都」である。標準語を用いるが、アラビア数字の「1」を「わん」と読むことがある。

### 趣味・嗜好
好きな教科は数学で、愛読書はチャート式参考書である。また、好きな食べ物はパイ（ギリシア文字のπにちなむ）で、船旅を趣味としている。

## 関連教材
- チャ太郎ドリルシリーズ[3]